# NGC 1516
NGC 1516 (NGC 1524, NGC 1525) é uma galáxia espiral (Sc) localizada na direcção da constelação de Eridanus. Possui uma declinação de -08° 50' 05" e uma ascensão recta de 4 horas, 08 minutos e 08,2 segundos.
A galáxia NGC 1516 foi descoberta em 1886 por Ormond Stone.